# Sara Ortega (futbolista)
Sara Ortega Ruíz (Logroño, La Rioja, España; 20 de febrero de 2005) es una futbolista española. Juega de extremo derecho en el Athletic Club de la Primera División de España. Ha sido campeona del mundo con la selección de España Sub-17 en 2022, y campeona de Europa Sub-19 en 2023.

## Trayectoria
Ortega dio sus primeros pasos como futbolista en las categorías inferiores del Comillas, llegando a la selección de La Rioja es ahí cuando el Athletic Club se fijo en ella y decidió incorporarla a sus categorías inferiores en 2019. Hizo su debut oficial a la edad de 16 años en un partido de Copa de la Reina que disputaron ante el CDE Racing féminas y que vencieron por 0-5, donde además Ortega convirtió su primer gol con la camiseta rojiblanca.

## Selección nacional
Ha sido campeona del mundo sub-17 y campeona de Europa sub-19 con la Selección Española

## Clubes
| Club          | País   | Año           |
| ------------- | ------ | ------------- |
| Athletic Club | España | 2022-presente |